# František Udržal
František Udržal, né le 1er janvier 1866 à Dolní Roveň mort le 25 avril 1938 à Prague, est un homme politique tchécoslovaque, premier ministre de février 1929 à octobre 1932.

## Biographie
Issu d'une vieille famille de propriétaires terriens, il fait des études d'économie de 1883 à 1886. Il étudie l'agronomie à l'Université de Halle. Officier de réserve après son service militaire dans l'armée austro-hongroise, il reprend l'exploitation agricole familiale. Il prend part au début des années 1890 à la vie politique à Pardubice. Membre du parti agraire, il est élu  à la diète du Royaume de Bohême puis au parlement de l'Autriche-Hongrie et ensuite à la chambre des députés de Tchécoslovaquie. Il est nommé ministre de la défense de 1921 à 1929. Il est nommé premier ministre le 1er février 1929.